# Iserlohn

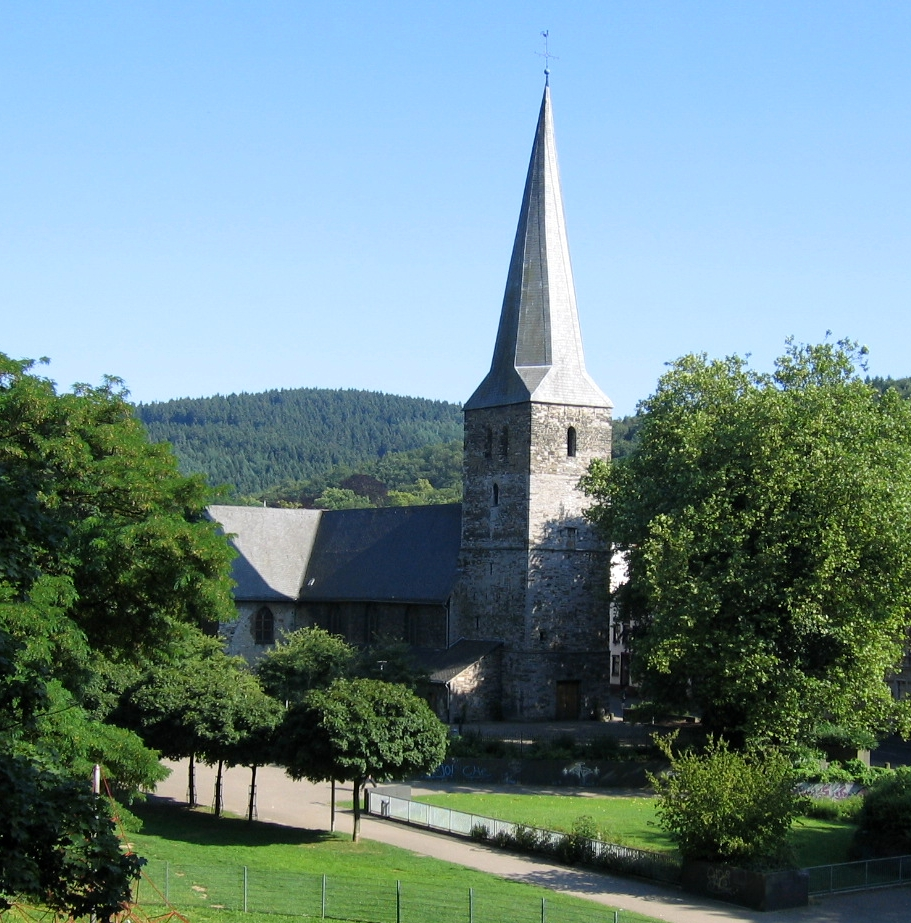
Bauernkirche

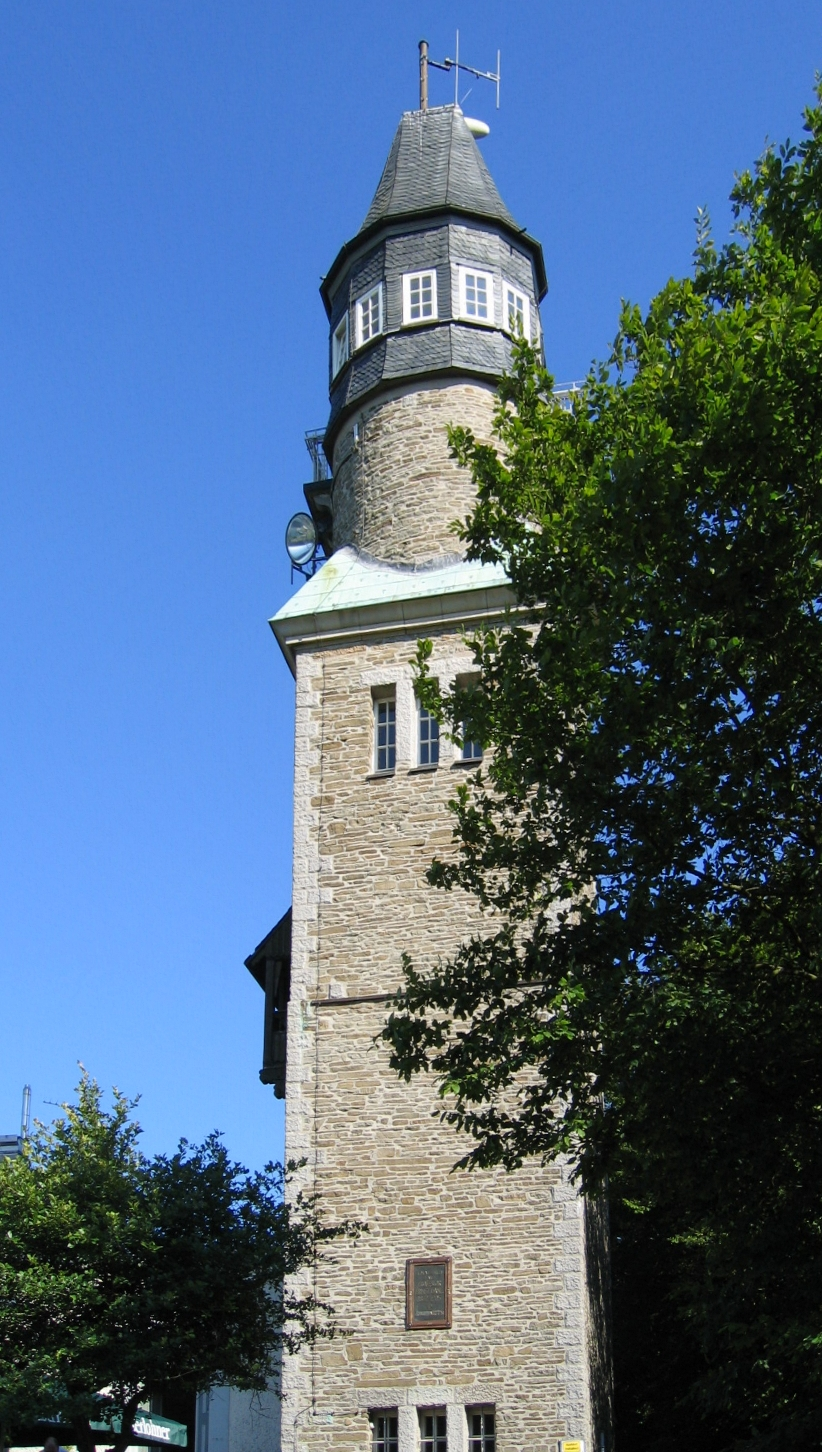
Danzturm

Iserlohn, ciutat del land del Rin de Renània del Nord-Westfàlia, República Federal d'Alemanya.